# Akio Andó
Akio Andó (japonsky 安東 明雄, Andó Akio; 7. října 1939 – 20. února 2017) byl vysloužilý japonský profesionální hráč go.
Jeho učitelem byl Kunisaburó Nišioka. Zatím dosáhl třídy 3. dan.